# Agrilus subcinctus
Agrilus subcinctus är en skalbaggsart som beskrevs av Hippolyte Louis Gory 1841. Agrilus subcinctus ingår i släktet Agrilus och familjen praktbaggar. Inga underarter finns listade i Catalogue of Life.